# Монгун-Тайгинский кожуун
Монгу́н-Тайги́нский кожуун (тув. Мөңгүн-Тайга кожуун) — административно-территориальная единица и муниципальное образование (муниципальный район) в составе Республики Тыва Российской Федерации.
Административный центр кожууна — село Мугур-Аксы.

## География
Кожуун расположен на крайнем юго-западе республики.
Монгун-Тайгинский кожуун относится к районам Крайнего Севера.
Рельеф
На северо-востоке от остальной Тувы его отделяет хребет Цаган-Шибэту (более 3 тыс. м), на западе от Республики Алтай — отроги Шапшальского хребта. На территории кожууна находится высочайшая гора Тувы и всей Восточной Сибири — Монгун-Тайга (3970 м), покрытая ледниками.
Водные ресурсы
На территории кожууна — крупное высокогорное озеро Хиндиктиг-Холь.
Крупнейшая река — Моген-Бурен в своём нижнем течении протекает по территории Монголии и впадает в западно-монгольское озеро Ачит-Нуур.

## История
Монгун-Тайгинский хошун был образован в 1941 году в составе Тувинской Народной Республики. Указ Президиума Верховного Совета РСФСР от 7 августа 1945 года утвердил деление Монгун-Тайгинского района на 4 сельсовета — Каргинский, Моген-Буренский, Мугур-Аксынский и Хурен-Тайгинский. 23 февраля 1953 года Монгун-Тайгинский район был упразднён, а его территория передана в Бай-Тайгинский район. 9 сентября 1968 года Монгун-Тайгинский район был восстановлен.

## Население
| 1990  | 2000  | 2002  | 2004  | 2005  | 2006  | 2007  | 2008  |
| ----- | ----- | ----- | ----- | ----- | ----- | ----- | ----- |
| 5688  | ↗6040 | ↘5938 | ↗6036 | ↗6086 | ↗6123 | ↗6160 | ↗6249 |
| 2009  | 2010  | 2011  | 2012  | 2013  | 2014  | 2015  | 2016  |
| ↗6277 | ↘5661 | ↘5642 | ↗5643 | ↗5702 | ↗5723 | ↗5791 | ↗5824 |
| 2017  | 2018  | 2019  | 2020  | 2021  |       |       |       |
| ↗5972 | ↗6010 | ↗6067 | ↗6100 | ↗6101 |       |       |       |

## Территориальное устройство
В Монгун-Тайгинском кожууне 3 сумона (сельских поселения):
| № | Cумон (сельское поселение) | Административный центр | Количество населённых пунктов | Население | Площадь, км2 |
| - | -------------------------- | ---------------------- | ----------------------------- | --------- | ------------ |
| 1 | Каргынский                 | село Мугур-Аксы        | 1                             | ↗4402     | 3329,40      |
| 2 | Моген-Буренский            | село Кызыл-Хая         | 1                             | ↗1448     | 1084,80      |
| 3 | Тоолайлыг                  | село Тоолайлыг         | 1                             | ↘160      |              |

### Населённые пункты
В Монгун-Тайгинском кожууне три населённых пункта:
| № | Населённый пункт | Тип  | Население | Cумон (сельское поселение) |
| - | ---------------- | ---- | --------- | -------------------------- |
| 1 | Кызыл-Хая        | село | ↘1452     | Моген-Буренский            |
| 2 | Мугур-Аксы       | село | ↗4512     | Каргынский                 |
| 3 | Тоолайлыг        | село | ↘137      | Тоолайлыг                  |

## Экономика
Основное занятие населения кожууна — овцеводство. Также разводят сарлыков (яков). Монгун-Тайгинский кожуун занимает 1-е место по поголовью сарлыков в республике.
Мини-ГЭС на реке Моген-Бурен.

## Транспорт
Мугур-Аксы связан грунтовой автодорогой с селом Хандагайты. Регулярное авиасообщение с Кызылом.

## Достопримечательности
На территории кожууна расположена часть биосферного заповедника «Убсунурская котловина». Убсунурская котловина — объект всемирного наследия ЮНЕСКО.

## Главы кожууна
- Алексей Очур-оол 2010[22]
- Салчак Сандро Оргеевич 2006-2016
- Донгак Александр Курбуевич с 16 июня 2016 г
- Очур-оол Людмила Чертаголовна
- Иргит Чойган Демир-оолович